# Френсіс Хоксбі
Френсіс Хоксбі (1660—1713) — англійський фізик-експериментатор і конструктор наукових інструментів, член Лондонського королівського товариства (1705).
До 1704 року проводив досліди в своїй майстерні, надалі в Королівському товаристві. Вивчав поширення звуку в повітрі та інших середовищах, атмосферну рефракцію, електричні явища, електролюмінесценцію, капілярність, створив ряд фізичних приладів.
У 1706 році сконструював першу скляну електричну машину, удосконалив повітряну помпу (1709). Один з найбільш ранніх дослідників електричних розрядів, в 1710 році відкрив світіння повітря в скляній трубці при електричному розряді. Виявив «електричний вітер».